# آلبرتو رابالیاتی
آلبرتو رابالیاتی (ایتالیایی: Alberto Rabagliati؛ ۲۷ ژوئن ۱۹۰۶ – ۸ مارس ۱۹۷۴) یک هنرپیشه اهل ایتالیا بود.
از فیلم‌هایی که وی در آن نقش داشته‌است، می‌توان به پرندگان، زنبورهای عسل و ایتالیایی‌ها، جسیکا، فرشته خیابانی و کنتس پابرهنه اشاره کرد.